# Ruhr3.de
Das Vorhaben ruhr3.de verfolgt das Ziel einer Kooperation der Kommunen des Ruhrgebiets auf dem Gebiet der 3D-Geoinformation. Die Initiative hierzu ist entstanden, nachdem die Stadt Essen, stellvertretend für das Ruhrgebiet, den Zuschlag als Europäische Kulturhauptstadt 2010 erhalten hat. Getragen wird das Projekt von den Kommunen, den Kreisen und dem Regionalverband Ruhr.
Vorrangiges Ziel ist die Erstellung einer digitalen 3D-Geodatenbasis für das Ruhrgebiet. Als Quelle hierzu dienen unter anderem die Gebäudegeometrien aus der Automatisierten Liegenschaftskarte. Angereichert werden diese zum Beispiel mit Orthofotos und Geländemodelldaten, die das ehemalige Landesvermessungsamt Nordrhein-Westfalen (heute Geobasis.NRW) beisteuert. Auf der Datenbasis aufsetzende Anwendungen sollen entwickelt werden. Die Zusammenarbeit mit Wirtschaft und Forschung ist dabei durchaus erwünscht. Wesentlicher Punkt ist die Möglichkeit der gemeinsamen Nutzung und Darstellung der 3D-Daten über Verwaltungsgrenzen hinweg. Datentechnisches Verknüpfungsmerkmal der in den beteiligten Kommunen durchaus heterogen geführten kommunalen 3D-Stadtmodelle ist die Nutzung des 3D-Standards CityGML.
Die im Februar 2008 geschlossene Kooperationsvereinbarung war zunächst bis zum 31. Dezember 2010 befristet, verlängert sich danach aber immer automatisch um ein weiteres Jahr mit 3-monatiger Kündigungsfrist zum Jahresende. Jeder Partner trägt seine Kosten selbst. Als Gremien sind ein zentraler Lenkungskreis, die Mitgliederversammlung und diverse Arbeitskreise vorgesehen. Folgende Arbeitskreise sind geplant oder haben bereits ihre Tätigkeit aufgenommen: AK Technik, AK Normen und Standards ruhr3.de, AK Touristik/Ruhr2010, AK Kreisangehörige Städte, AK Hochschulen, AK Presse, AK GIS-Firmen, AK ÖbVI, AK Geschäftsmodelle, AK Förderung/Sponsoring.

## Kooperationspartner (Stand 13. Februar 2008)
- Stadt Bochum, Stadt Bottrop, Stadt Dortmund, Stadt Duisburg, Stadt Essen, Stadt Gelsenkirchen, Stadt Hagen, Stadt Hamm, Stadt Herne, Stadt Mülheim an der Ruhr, Stadt Oberhausen
- Ennepe-Ruhr-Kreis, Kreis Recklinghausen, Kreis Unna, Kreis Wesel
- Regionalverband Ruhr

Neben diesen ordentlichen Kooperationspartnern ist als weitere beteiligte Stelle das Landesvermessungsamt Nordrhein-Westfalen eingebunden. Kreisangehörige Kommunen und weitere geodatenführende Stellen können auf Antrag ebenfalls den Status eines Beteiligten erlangen.
Gebietskörperschaften außerhalb des Gebietes des „Regionalverband Ruhr“ sowie Institutionen, Verbände und Unternehmen können auf Antrag als assoziierte Beteiligte im Projekt teilnehmen.